# The Manson Massacre
The Manson Massacre, originariamente distribuito come The Cult, è un film sexploitation-horror del 1972 diretto da Kentucky Jones. Nel 1980 fu ridistribuito con un altro titolo ancora, House of Bondage. Il film si ispira all'eccidio di Cielo Drive dell'agosto 1969, fatto di cronaca nera realmente avvenuto, mescolato con elementi di finzione. La trama del film segue le gesta del carismatico leader di un culto pseudo-religioso, Invar, che soggiogando psicologicamente un gruppo di giovani donne, riesce a convincerle a partecipare a giochi sessuali e, alla fine, anche a uccidere per lui.

## Distribuzione
The Manson Massacre uscì inizialmente nel 1972 con il titolo The Cult, e ricorse a evidenti accostamenti con la storia di Charles Manson e della sua "Family" a fini promozionali; con frasi di lancio del tipo: "così simile alla storia di Manson...  da far paura!"
Nel 1976 venne ridistribuito nelle sale con il titolo ancora più esplicito The Manson Massacre.
La pellicola fu accolta da numerose polemiche e critiche in quanto faceva riferimento a fatti di cronaca nera ancora molto recenti e fu vietata nello Stato del Maryland per la sua rappresentazione di sesso e violenza.

### Critica
Mike McPadden di Crime Feed scrisse del film: "Tramite le rappresentazioni sciatte di un cast non professionale impegnato in orge dall'aspetto falso e omicidi dall'aria falsa, The Manson Massacre evoca la nozione di "film" solo nel fatto che è girato su pellicola, e mostrato dietro pagamento nei cinema. Makee K. Blaisdell interpreta il personaggio di Manson/Invar, un guru occulto vestito da monaco che dorme in una bara e convive con cinque giovani donne. Diventano strani - e non solo guidando un carro funebre (anche se lo fanno). Si dedicano anche alla copulazione di gruppo, a rapine e persino al furto di giocattoli sessuali... " Stephen Thrower lo descrisse "inaccurato e non convincente" nella sua rappresentazione degli omicidi Manson e delle loro conseguenze.